# ファイアラガ望サムエル
ファイアラガ 望サムエル（ファイアラガ のぞむサムエル、FAIALAGA Nozomu Samuel、1998年7月3日 - ）は、ジャパンラグビーリーグワン九州電力キューデンヴォルテクスに所属するラグビー選手。

## プロフィール
- 大阪府出身[1]。
- ポジションはプロップ(PR)。
- 身長 175 cm、体重 125 kg
- ニックネームはサム。
- 父はサモア人[2]。
- ハイボールが大好きで焼酎が苦手

## 略歴
中学まで野球をやっていて、高校からラグビーを始めた。
2017年、常翔学園高校卒業後、同志社大学に入る。なお常翔学園高校時代、高校日本代表に選ばれたことがある。
2021年、同志社大学卒業後、宗像サニックスブルースに加入。
2022年1月30日に行われたJAPAN RUGBY LEAGUE ONE第3節九州電力キューデンヴォルテクス戦にて先発出場で公式戦初出場を果たした。同年7月、九州電力キューデンヴォルテクスに加入。